# Fittipaldi Automotive
 (août 2013).
Si vous disposez d'ouvrages ou d'articles de référence ou si vous connaissez des sites web de qualité traitant du thème abordé ici, merci de compléter l'article en donnant les références utiles à sa vérifiabilité et en les liant à la section « Notes et références ».
Pour les articles homonymes, voir Fittipaldi.
Fittipaldi Automotive était une écurie de Formule 1 brésilienne fondée en 1975 par Wilson Fittipaldi, le frère aîné d'Emerson, sous le nom Copersucar-Fittipaldi. L'écurie a été rebaptisée « Fittipaldi Automotive » en 1978.
Sous ces différentes dénominations l'écurie a participé au championnat du monde de Formule 1 de 1975 à 1982, disputant un total de 103 Grands Prix. Elle a inscrit 44 points et décroché trois podiums (Emerson Fittipaldi : second au Brésil en 1978 et troisième en Argentine et aux États-Unis Ouest en 1980). Le meilleur classement décroché au championnat constructeur est une septième place, en 1978.

## Historique

### 1975-1977: Copersucar-Fittipaldi

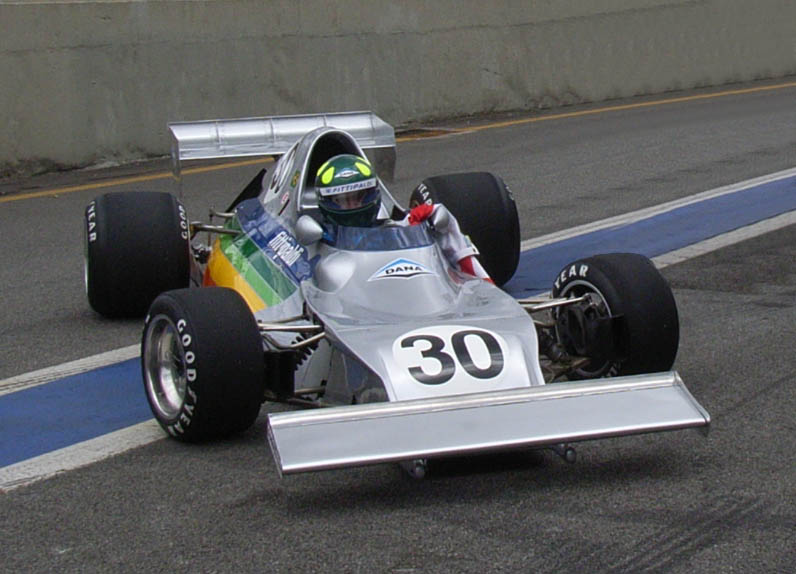
La Copersucar FD01 de Wilson Fittipaldi.

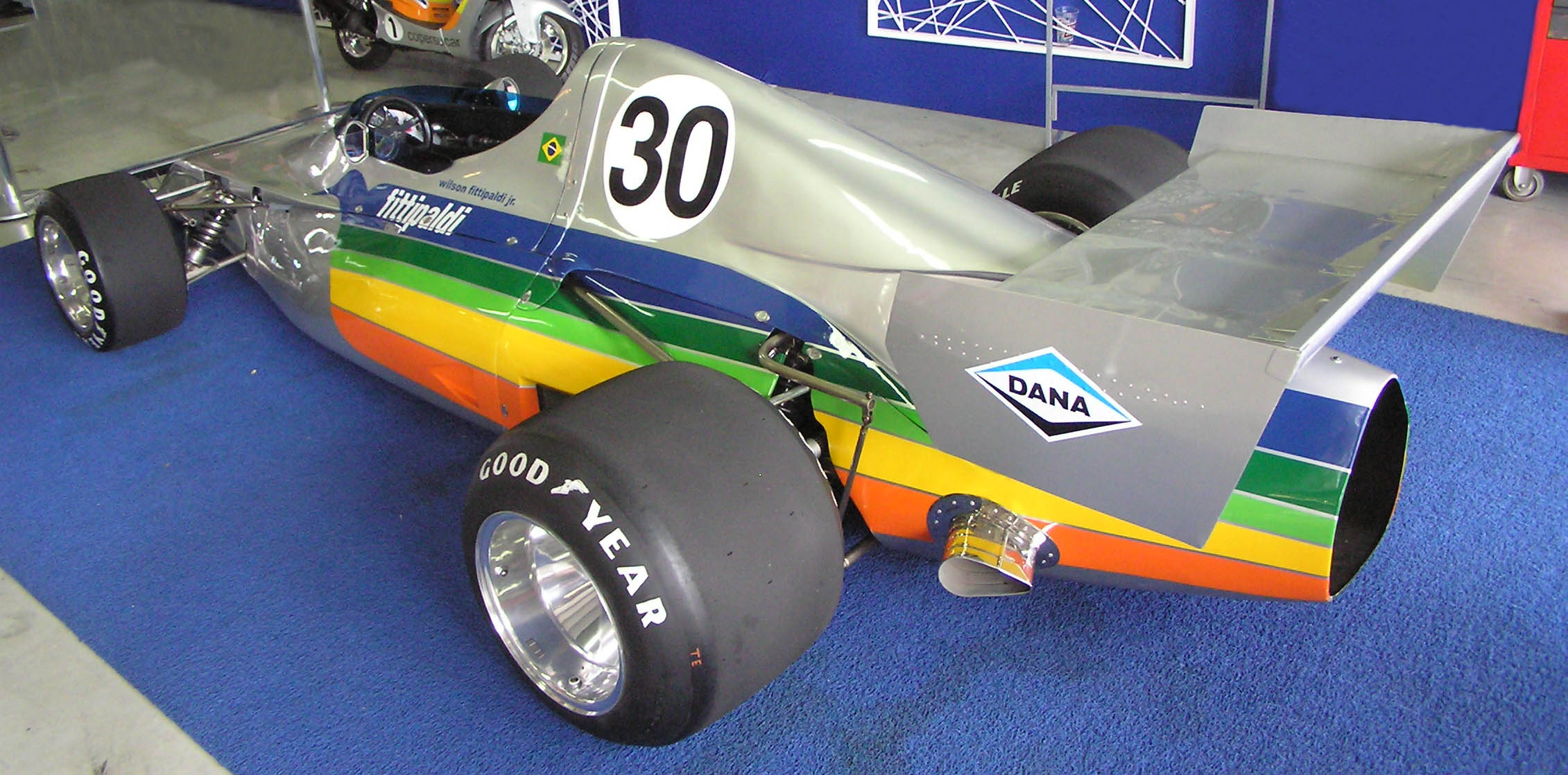
Une Copersucar FD 01.

Emerson Fittipaldi remporte son deuxième titre de champion du monde de Formule 1 en 1974 ce qui déclenche une véritable ferveur au Brésil. Wilson, son frère, lui-même pilote mais de moindre envergure, décide alors de créer sa propre écurie de Formule 1. Il démarche les grands consortiums agro-alimentaires et industriels brésiliens pour obtenir un budget permettant de développer un châssis sur lequel sera greffé le classique V8 Cosworth DFR. La coopérative brésilienne spécialisée dans la production de sucre et d'alcool Copersucar est intéressée par le défi de Wilson : faire gagner un pilote brésilien au sein d'une écurie brésilienne.
En 1975, apparaît la première monoplace, la Copersucar FD01 pilotée par le patron-pilote Wilson Fittipaldi. Conçue par Richard Divila, elle est totalement innovante, surtout au niveau de ses prises d'air et de la position de son radiateur sous l'aileron arrière, mais ne dispute qu'un seul Grand Prix (Argentine 1975, 23e sur la grille puis abandon). Elle est remplacée par une machine plus conventionnelle la FD02, engagée sur six Grands Prix. Wilson n'en disputera que trois et signe comme meilleur résultat une douzième place en Belgique. La FD03 fait ses premiers tours de roues en championnat aux Pays-Bas mais les résultats ne sont toujours pas au rendez-vous. Le meilleur classement sera une dixième place au Grand Prix des États-Unis. La saison inaugurale se conclut sans aucun point.
En 1976, Wilson cesse de piloter et se concentre sur son rôle de directeur d'écurie à temps plein. Il a réussi à engager un pilote d'exception, son frère Emerson. La seconde monoplace (une FD03) est confiée à Ingo Hoffmann qui ne se qualifiera qu'au Brésil. Le début de saison est très encourageant quand Emerson, au volant de la nouvelle FD04 se classe cinquième aux essais qualificatifs lors de son Grand Prix national (treizième à l'arrivée). Puis à Long Beach, lors du troisième Grand Prix de la saison, Emerson décroche le premier point de l'écurie, en terminant sixième. Il récidivera à Monaco et à Brands Hatch. Emerson reçoit le drapeau à damiers à quatorze reprises, l'écurie inscrit trois points et se classe onzième du championnat 1976.

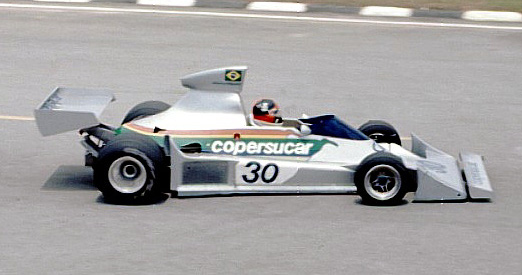
La Copersucar FD04 (1976-1977).

En 1977, Emerson commence la saison au volant de la FD04 et termine quatrième en Argentine, puis lors de l'épreuve suivante au Brésil. Comme la saison précédente, il se classe dans les points (cinquième) à Long Beach. La nouvelle F5 à effet de sol, conçue par Dave Baldwin et Giacomo Caliri (et non par Divila comme ses devancières) est engagée en Belgique mais, manquant de mise au point, est remplacée par la vieille FD04 au Grand Prix suivant en Suède. Les vrais débuts de la F5 ont lieu en France mais ce n'est qu'aux Pays-Bas qu'elle permet à Emerson d'inscrire de nouveaux points (quatrième à Zandvoort). Ingo Hoffmann ne parvient à se qualifier qu'en Argentine et au Brésil sur la FD04 mais n'obtient qu'une septième place comme meilleur résultat. Avec onze points inscrits uniquement par Emerson, l'écurie Copersucar termine neuvième du championnat.

### 1978-1979: Fittipaldi Automotive

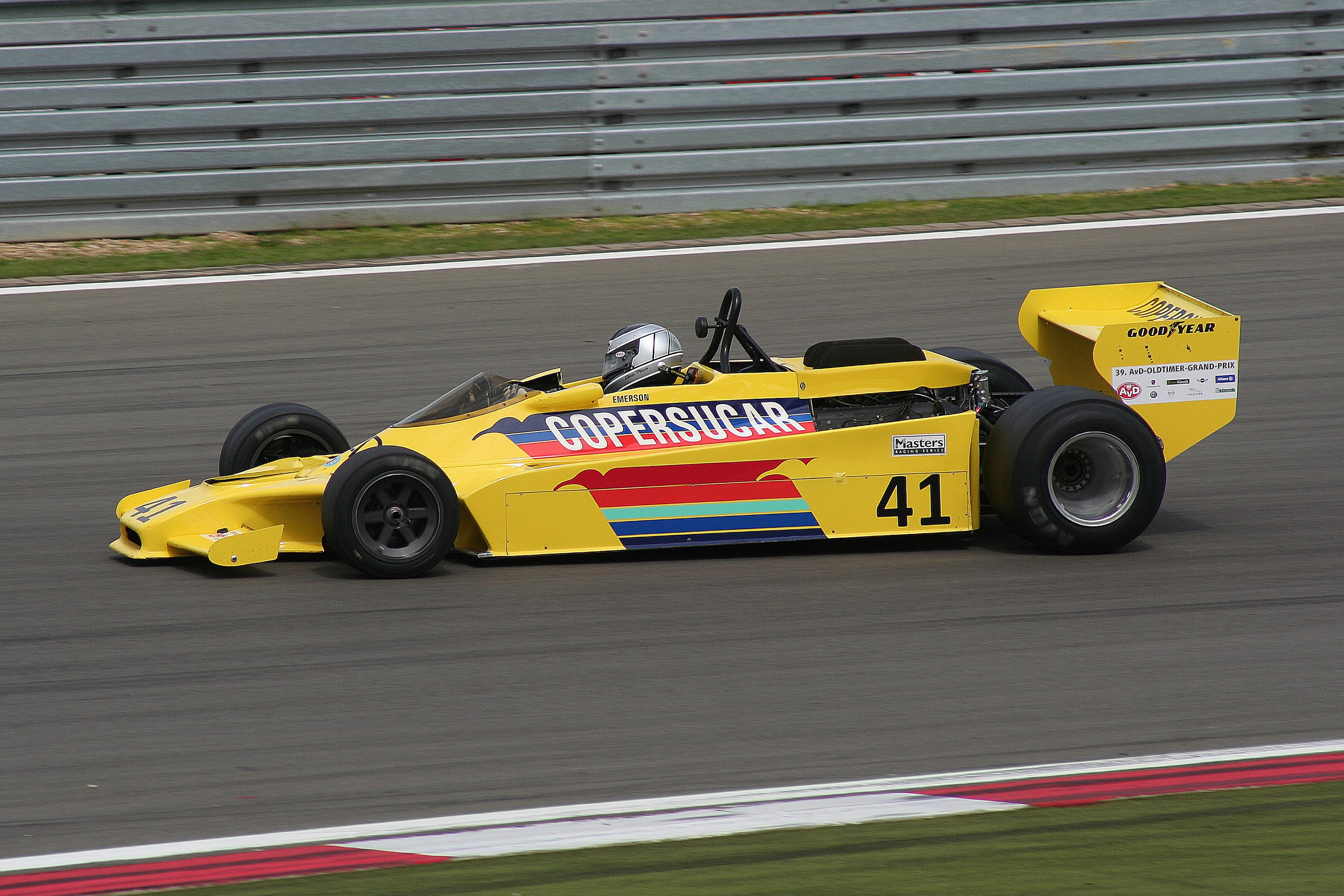
Une Copersucar F5 en démonstration en 2011.

En 1978, même si Copersucar continue à apporter son soutien, l'écurie prend le nom de Fittipaldi Automotive. L'écurie n'engage qu'une seule monoplace pour Emerson, étant donné qu'il est le seul à avoir réussi à inscrire des points au cours des saisons précédentes. La saison 1978 sera la meilleure de l'équipe grâce à une F5A à effet de sol totalement fiabilisée. Lors du second Grand Prix, au Brésil, Emerson Fittipaldi décroche la seconde place derrière Carlos Reutemann. Il réédite la performance hors championnat lors de la Race of Champions de Brands-Hatch. Fittipaldi se classe sixième en Suède, quatrième en Allemagne et en Autriche, cinquième aux Pays-Bas et au Grand Prix des États-Unis est. Il ne connaît que six abandons dans la saison et inscrit 17 points, ce qui permet à l'écurie de terminer septième du championnat.
La saison 1979 débute sous de bons auspices puisqu'Emerson marque le point de la sixième place au Grand Prix inaugural d'Argentine au volant de la F5A. La nouvelle F6, réalisation de Ralph Bellamy, débute en Afrique du Sud (treizième à l'arrivée) mais ne sera plus jamais engagée (Ralph Bellamy se loupera encore quelques années plus tard en concevant la Larrousse LC88). Dès l'épreuve suivante et pour 6 courses, c'est au volant de la F5A que Fittipaldi tente de marquer de nouveaux points, sans succès. Bellamy revoit sa copie et la nouvelle F6A est alignée à partir du Grand Prix d'Allemagne mais doit abandonner à trois reprises. Lorsque la monoplace devient enfin fiable, huitième en Italie et au Canada puis septième aux États-Unis) la saison est déjà terminée (Alex Ribeiro engagé en fin de saison pour essayer d'inscrire de précieux points ne parviendra jamais à se qualifier). Fittipaldi n'inscrit qu'un seul point et termine douzième du championnat.

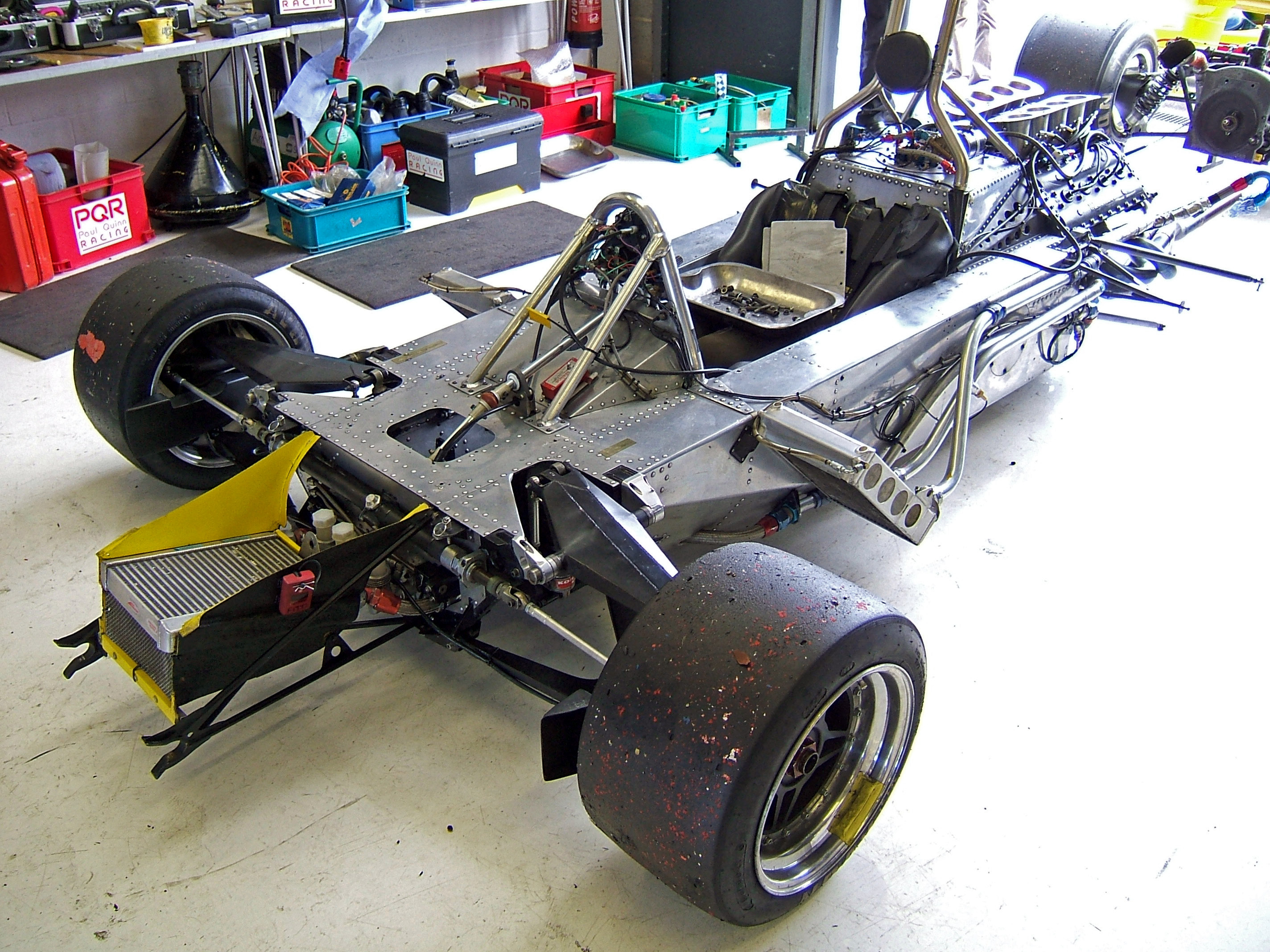
Châssis nu de la Copersucar F5A.

### 1980: Skol Fittipaldi Team

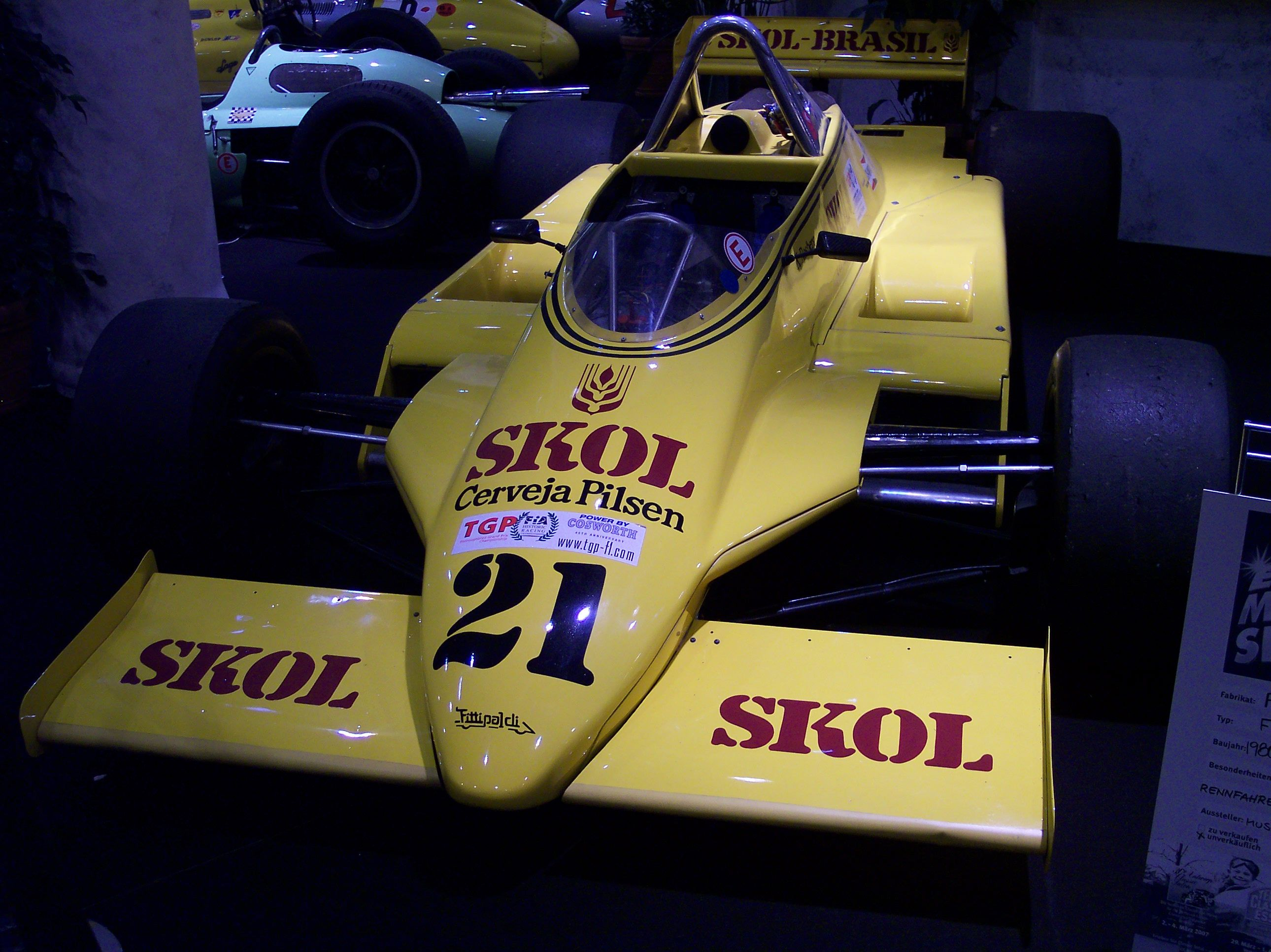
La Fittipaldi F8 de 1980.

Fin 1979, l'écurie Wolf en manque de résultats abandonne la Formule 1 et cède son matériel à l'écurie Fittipaldi. Keke Rosberg, ex-pilote Wolf suit le même chemin et rejoint l'écurie brésilienne pour épauler Emerson au volant de la F7 conçue par Harvey Postlethwaite. Les deux pilotes se qualifient pour toutes les épreuves de la saison 1980 mais, au sein d'une équipe au plus mal financièrement, Rosberg et Fittipaldi sont souvent relégués en fond de grille en début de saison. Rosberg signe toutefois un podium lors du Grand Prix inaugural d'Argentine et se montre régulièrement plus performant que son prestigieux équipier, qui toutefois termine troisième du Grand Prix des États-Unis et sixième à Monaco. À partir du Grand Prix de Grande-Bretagne est alignée la F8 plus performante. À son volant Rosberg réussit de meilleures qualifications et inscrit deux nouveaux points en Italie. Avec onze points, l'écurie progresse et termine au septième rang du championnat. Emerson Fittipaldi choisit de prendre sa retraite de pilote et d'assumer son rôle de directeur d'écurie, suivant en cela le parcours de son aîné.

### 1981-1982: Fittipaldi Automotive
L'année 1981 est beaucoup plus difficile pour le team Fittipaldi. Après la perte des deniers de Copersucar, c'est le sponsor Skol qui quitte l'aventure, l'écurie retrouve alors l'appellation Fittipaldi Automotive. La F8C, toujours conçue par Postlethwaite, est vêtue d'une sobre livrée blanche du plus mauvais augure. Si Rosberg est reconduit dans ses fonctions, Fittipaldi est remplacé par le débutant brésilien Chico Serra. L'année n'est qu'une succession de galères, notamment à cause de l'« affaire des pneus ». L'écurie va courir en Michelin, puis en Avon avant de retourner chez Michelin pour finir chez Pirelli. L'écurie essuie treize non-qualifications et les pilotes ne reçoivent le drapeau à damiers qu'à cinq reprises, Serra obtenant avec une septième place le meilleur résultat de l'année.
En 1982, Rosberg quitte l'écurie et préfère se retrouver sans volant plutôt que de poursuivre sur la voie de la déchéance (il sera finalement repêché in-extrémis par Williams). Seule une monoplace, la F8D (toujours conçue par Postlethwaite) est inscrite en championnat et confiée à Chico Serra. Fittipaldi a réussi à convaincre de nouveaux sponsors brésiliens de poursuivre le défi (Petrobras et Brasilinvest). Serra inscrit un point en Belgique grâce à la disqualification de Lauda. En Allemagne, la F9, nouvelle monoplace développée par Richard Divila et Tim Wright, est alignée pour assurer la fin de saison. À son volant Serra réalise pour meilleure performance une septième place en Autriche, et essuie trois non-qualifications. Conscient de l'inéluctable déclin des performances de l'écurie (un seul point marqué en deux saisons complètes), Emerson Fittipaldi décide de mettre un terme à l'aventure à la fin du championnat.

## Résultats en championnat du monde de Formule 1
| Saison | Écurie                | Châssis                                         | Moteur           | Pneus                 | Pilotes                           | Grands Prix disputés | Points inscrits | Classement |
| ------ | --------------------- | ----------------------------------------------- | ---------------- | --------------------- | --------------------------------- | -------------------- | --------------- | ---------- |
| 1975   | Copersucar-Fittipaldi | Copersucar FD01 Copersucar FD02 Copersucar FD03 | Ford-Cosworth V8 | Goodyear              | Wilson Fittipaldi Arturo Merzario | 11                   | 0               | Non classé |
| 1976   | Copersucar-Fittipaldi | Copersucar FD03 Copersucar FD04                 | Ford-Cosworth V8 | Goodyear              | Emerson Fittipaldi Ingo Hoffmann  | 15                   | 3               | 11e        |
| 1977   | Copersucar-Fittipaldi | Copersucar FD04 Copersucar F5                   | Ford-Cosworth V8 | Goodyear              | Emerson Fittipaldi Ingo Hoffmann  | 14                   | 11              | 9e         |
| 1978   | Fittipaldi Automotive | Copersucar F5A                                  | Ford-Cosworth V8 | Goodyear              | Emerson Fittipaldi                | 16                   | 17              | 7e         |
| 1979   | Fittipaldi Automotive | Copersucar F5A Copersucar F6 Copersucar F6A     | Ford-Cosworth V8 | Goodyear              | Emerson Fittipaldi Alex Ribeiro   | 15                   | 1               | 12e        |
| 1980   | Skol Fittipaldi Team  | Fittipaldi F7 Fittipaldi F8                     | Ford-Cosworth V8 | Goodyear              | Emerson Fittipaldi Keke Rosberg   | 14                   | 11              | 7e         |
| 1981   | Fittipaldi Automotive | Fittipaldi F8C                                  | Ford-Cosworth V8 | Pirelli Avon Michelin | Keke Rosberg Chico Serra          | 9                    | 0               | Non classé |
| 1982   | Fittipaldi Automotive | Fittipaldi F8D Fittipaldi F9                    | Ford-Cosworth V8 | Pirelli               | Chico Serra                       | 9                    | 1               | 14e        |